# Kongói Felszabadítási Mozgalom
A Mouvement de Libération du Congo (helyenként Mouvement de Libération Congolais illetve Mouvement pour la Liberation du Congo, magyarul Kongói Felszabadítási Mozgalom, rövidítve MLC) nacionalista politikai párt a Kongói Demokratikus Köztársaságban.
Az MLC eredetileg egy lázadókból álló mozgalom volt. A második kongói háborúban az ugandai kormány támogatásával küzdött Laurent-Désiré Kabila kongói elnök kormánya ellen, illetve Kabila 2001-es meggyilkolása után fia, Joseph Kabila kormánya ellen. A háború alatt az MLC az ország északi részén tartott nagy területeket ellenőrzése alatt. 
A háborút követő átmeneti időszak befolyásos szereplője volt: az MLC alapítója és vezetője, Jean-Pierre Bemba a háborút lezáró békeszerződés 2002-es aláírását követően 2003–2006-ig a Kongói Demokratikus Köztársaság alelnöke lett.
Jean-Pierre Bembát a Nemzetközi Büntetőbíróság előtt vonták felelősségre azokért az MLC katonái által elkövetett háborús bűncselekményekért: a katonák több száz, 7 és 70 év közötti embert kínoztak, erőszakoltak illetve öltek meg. A bírósági eljárás 2010. november 22-én kezdődött, az ítéletet 2016. március 21-én hirdették ki. Bembát emberiség ellen elkövetett bűncselekményekért illetve háborús bűnökért elítélték.

## Fordítás
Ez a szócikk részben vagy egészben  a   Mouvement de Libération du Congo című német Wikipédia-szócikk ezen változatának fordításán alapul.  Az eredeti cikk szerkesztőit annak laptörténete sorolja fel. Ez a jelzés csupán a megfogalmazás eredetét és a szerzői jogokat jelzi, nem szolgál a cikkben szereplő információk forrásmegjelöléseként.